# Agnes Sassoon
Agnes Sassoon (geb. 1933 als Agnes Lichtschein in Wylok, damals Tschechoslowakei, heute Ukraine; gest. 11. Januar 2020 in London, Vereinigtes Königreich) war eine britische Modejournalistin und Autorin. Sie überlebte als Kind zwei Konzentrationslager in Deutschland, schrieb ein Buch über diese Zeit und wirkte als Zeitzeugin in Schulen und in den Medien.

## Leben
Ihre Eltern waren Simon Lichtschein (1895–1969) und Sarika geb. Kestenbaum (1903–1980). Sie hatte einen älteren Bruder, Oskar. Die Familie übersiedelte nach Preßburg, wo Agnes den Kindergarten besuchte. Im Spätherbst 1938 kam Adolf Hitler, der nach dem Münchner Abkommen soeben Engerau annektiert hatte, zu Besuch. Er hob eines der Kinder in die Höhe und gab ihm einen Kuss. Dann sprach er zu den Schulverantwortlichen. Agnes konnte sich insbesondere an einen Satz erinnern, den sie damals nicht verstand: „Sind noch jüdische Kinder übrig? Dann müssen sie sofort entfernt werden!“ Später lebte die Familie in Budapest. Oft wurden sie zur Großmutter aufs Land geschickt, einer Weinbäuerin. Sie besuchte eine jüdische Schule in Budapest, die in einer Synagoge untergebracht war. Eines Tages im Oktober 1944, sie war elf Jahre alt, standen große Lastwagen der Pfeilkreuzler, der ungarischen NS-Verbündeten, vor der Tür ihrer Schule. Mütter und Lehrer mussten auf einen Lkw steigen, die Kinder auf den anderen. Agnes Lichtschein wurde von einer Frau, Aranka, die sie nicht kannte, an der Hand genommen und kam so auf den Wagen der Erwachsenen. Agnes Sassoon: „Von den Kindern auf dem anderen Wagen hat man nie wieder etwas gehört.“
Es folgte eine Odyssee, die in das Konzentrationslager Dachau führen sollte. Wochenlang zu Fuß, fallweise in Viehwaggons transportiert, froren und hungerten die Deportierten. „Neben mir starben die Alten und Schwachen.“ Auch Aranka ging es immer schlechter. Eines Tages wurden Aranka und Agnes getrennt. In Dachau angekommen, folgte die Aufnahmeprozedur, die Desinfektion, das Schneiden der Haare. „Die Aufseher schlugen wahllos die Häftlinge. Irgendwie geriet ich in Panik, ich fing an zu schreien, ich verstand das alles nicht.“ Ein großer Junge namens Alex warnte sie: „Du darfst nicht schreien, sie bringen dich um.“ Später freundete sie sich mit ihm an. „Die Aufseher schrien ständig, sie verhielten sich wie Tiere.“ Sie musste Zwangsarbeit verrichten. Sie wurde auf einen Marsch Richtung Konzentrationslager Bergen-Belsen geschickt. Als sie nicht mehr weiter konnte und zu torkeln begann, kam ein Soldat auf sie zu: „Komm Kleine, setz dich hin und ruh dich aus.“ Plötzlich schoss er auf sie. Er traf das Bein, sie wurde ohnmächtig. Eine der nächsten Marschkolonnen, französische Kriegsgefangene, entdeckten sie und wollten sie bis ins Nachtquartier tragen. Zuerst wollten die Soldaten es nicht erlauben, doch dann kam sie doch in einen Sanitätswagen und wurde notdürftig versorgt. In Bergen-Belsen entdeckte eine KZ-Wächterin, dass sie in der Glut eines Feuers eine Kartoffel braten wollte. Sie wurde von der Frau getreten, die Hand wurde gequetscht und sie erlitt Brandwunden. „Ein furchtbarer Schmerz durchfuhr mich. Später sagte man mir, dass das die berüchtigte Irma Grese gewesen sein müsse, ich weiß es nicht, es gab viele solcher Frauen.“
Ihr Bruder kam gemeinsam mit Altersgenossen Ende 1944, Anfang 1945 in der Donau ums Leben, entweder durch Erschießen oder durch Ertrinken. Die Eltern überlebten, doch viele Verwandte wurden im Rahmen der Shoah ermordet. Nach der Befreiung wurde die 12-jährige Agnes vom Stadtkommandanten Hannovers aufgenommen, einem britischen Artillerieoffizier namens Geoffrey Lesson, bis ihre Eltern sie fanden. Die Familie ging nach Budapest, später nach Prag und Bratislava. Agnes Lichtschein arbeitete in einer zionistischen Untergrundorganisation mit, die die Emigration europäischer Juden nach Israel unterstützte.
1950 wanderte sie nach Israel aus, wo sie Charles Sassoon heiratete, der aus der jüdischen Kaufmannsfamilie Sassoon stammte. Ihr Ehemann war britischer Staatsbürger. 1958 übersiedelten sie nach London, wo sie in Kingsbury lebten. Das Paar hatte zumindest zwei Söhne, Robert und Saul.
Schon kurz nach der Befreiung hatte Agnes Sassoon begonnen, ihre Geschichte aufzuschreiben. Doch das Buch wurde erst in den 1980er-Jahren veröffentlicht, nach dem Tod ihrer Eltern. Das Werk, in dem auch Dokumente und Fotos der Befreiung des KZ Bergen-Belsen abgedruckt sind, wurde zunächst in englischer Sprache publiziert, dann auch auf Deutsch, Italienisch und Spanisch. Im Mai 2015 war sie eine von 133 Überlebenden, die an den Gedenkfeiern zum 70. Jahrestag der Befreiung des KZ Dachau teilnahmen. Dort kam es zu einer Begegnung mit der deutschen Bundeskanzlerin.

## Zitat
„Ich möchte, dass die Menschen uns nicht als seelenlose Körper betrachten. Wir mögen wie lebendige Leichen ausgesehen haben, aber wir hatten immer noch Sinne, mit denen wir fühlten, und Gehirne, mit denen wir dachten.“

## Schriften
- Agnes. How my Spirit Survived. Mit einem Vorwort von Sylvia Hebden. Todays Woman Publications, Edgware 1983.
- Überlebt. Als Kind in deutschen Konzentrationslagern, übersetzt von Heike Brandt. Quadriga-Verlag, Berlin und Weinheim 1992, ISBN 3-88679-198-X.